# Álbum Nós

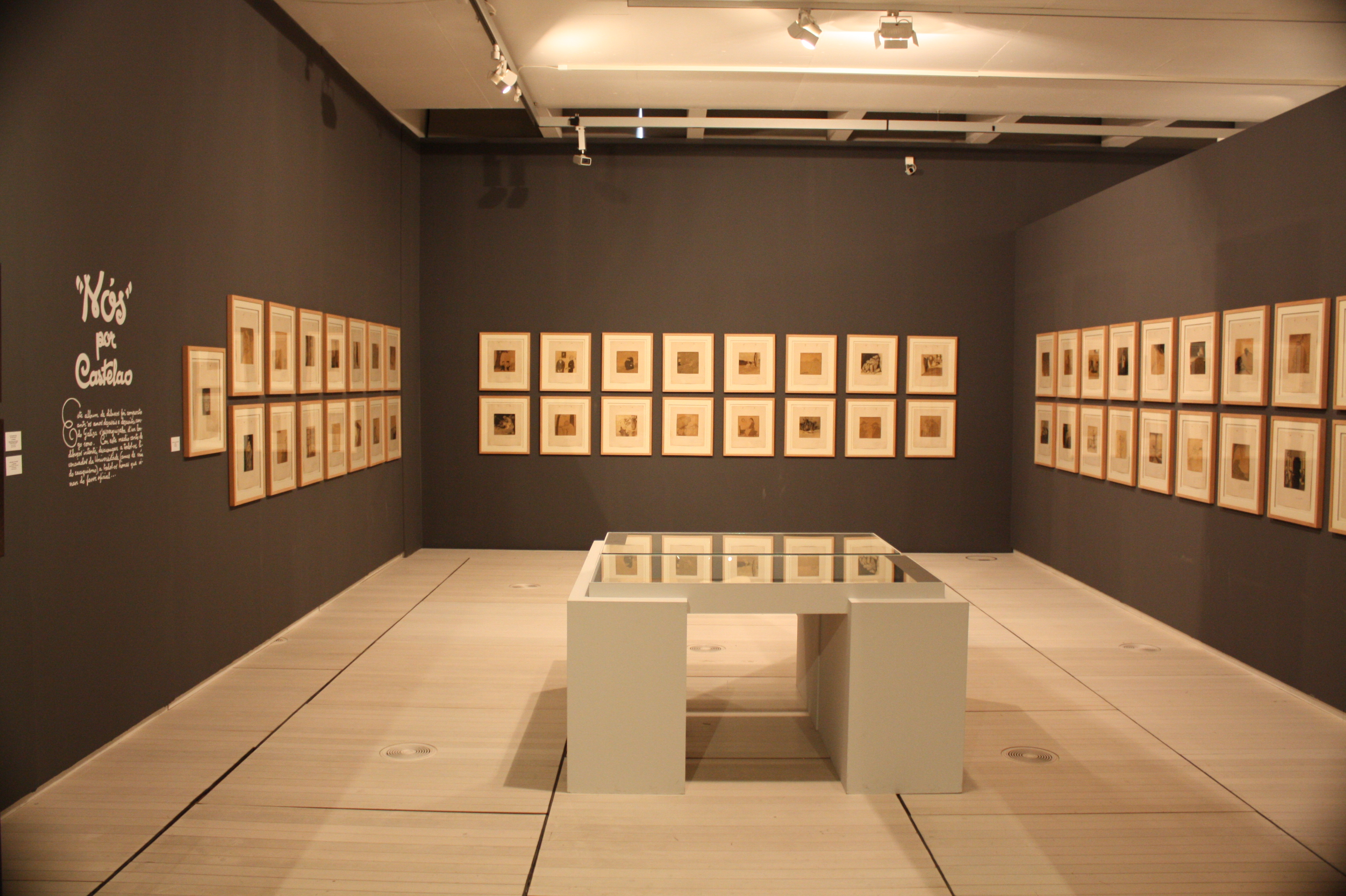
Sala con las láminas originales del álbum Nós (Madrid 1931), expuestas en el Museo de Pontevedra en el año 2016.

Nós es un álbum de 49 estampas realizadas por Castelao entre 1916 y 1918.
El contenido del mismo apareció primero en exposiciones, la primera en La Coruña del 2 al 22 de marzo de 1920. También se expuso ese año en Madrid y Orense. Entre 1921 y 1924 se expuso en Villagarcía de Arosa, Monforte de Lemos, Ferrol, Pontevedra, Barcelona, Vigo y Santiago de Compostela.
En 1931 se editó en formato de libro, en la imprenta de Hauser y Menet de Madrid, con una muy buena calidad gráfica para unas estampas que muestran un gran realismo y preocupación por las condiciones de vida del pueblo.
Está expuesto en el Museo de Pontevedra.